# Celerena melanoprora
Celerena melanoprora là một loài bướm đêm trong họ Geometridae.